# Kimberly Castillo Mota
Kimberly Castillo Mota (Salvaleón de Higüey, 22 agosto 1988) è una modella dominicana.

## Biografia
Kimberly Castillo Mota è di origini italiane da parte paterna. Infatti, il padre Antonio è un italo-dominicano di origini calabresi della provincia di Cosenza, mentre sua madre Angeda è domenicana. La Castillo ha due fratelli e tre sorelle. È stata incoronata Miss Italia nel mondo 2010 in rappresentanza della Repubblica Dominicana, il 30 giugno 2010 presso il "Palazzo del Turismo" di Jesolo.
Al momento dell'incoronazione, Kimberly Castillo Mota stava studiando architettura alla Pontificia Universidad Católica Madre y Maestra, ed aveva alcune esperienze come modella. È alta un metro e ottanta. Nel settembre 2014 vince il concorso di bellezza Miss Repubblica Dominicana. Grazie alla vittoria del titolo ha potuto rappresentare il suo paese natale al Miss Universo 2014 che si è tenuto a Miami, dove però non è riuscita ad andare oltre alle semifinali vinto alla fine dalla colombiana Paulina Vega.